# Alkoholna oksidoreduktaza
Alkoholne oksidoreduktaze us oksidoreduktazni enzimi koji deluju na alkoholnoj funkcionalnoj grupi.
Ovi enzimi su klasifikovani pod projem "1.1" u numeričkom sistemu EC brojeva.

## Spoljašnje veze
- Alcohol+oxidoreductases на 